# 9 Dead Alive
9 Dead Alive è il quinto album in studio del duo di chitarristi messicani Rodrigo y Gabriela, pubblicato nel 2014. 

## Tracce
Tutte le tracce sono di Rodrigo y Gabriela.
1. The Soundmaker – 4:52
2. Torito – 5:03
3. Sunday Neurosis – 5:16
4. Misty Moses – 4:39
5. Somnium – 3:43
6. FRAM – 4:31
7. Megalopolis – 5:01
8. The Russian Messenger – 4:52
9. La salle des pas perdus – 3:01

## Dediche
Come per 11:11, anche in questo album ogni traccia è dedicata a una personalità in questo caso che ha ispirato il duo nella composizione e in generale nella loro attività di musicisti:
1. The Soundmaker – Antonio de Torres Jurado
2. Torito – Animali e Natura
3. Sunday Neurosis – Viktor Frankl
4. Misty Moses – Harriet Tubman
5. Somnium – Juana Inés de la Cruz
6. FRAM – Fridtjof Nansen
7. Megalopolis – Gabriela Mistral
8. The Russian Messenger – Fëdor Dostoevskij
9. La salle des pas perdus – Eleonora d'Aquitania